# Johannes Hutter
Johannes Hutter OFMConv († 25. Dezember 1478 in Würzburg) war ein deutscher Geistlicher.
Hutter war Franziskaner-Minorit. Unter Gottfried IV. Schenk von Limpurg, Fürstbischof von Würzburg, und Papst Nikolaus V. wurde er am 16. April 1451 zum Titularbischof von Nicopolis in Palaestina und Weihbischof in Würzburg ernannt. Am 17. Mai 1451 wurde er zum Bischof geweiht. 1458 legte er den Grundstein für die Kirche des Klosters Birklingen. 1466 war Hutter Mitkonsekrator bei der Bischofsweihe von Rudolf von Scherenberg. 1476 konsekrierte er die Kirche der Muttergottes auf dem Holderstock nahe Amorbach. Daneben weihte er die Kirche Mariä Verkündigung in Unterebersbach.